# Marc Vogel
Marc Vogel (* 18. Oktober 1981 in Sri Lanka) ist ein ehemaliger Schweizer Skispringer.

## Werdegang
Der in Sri Lanka geborene Vogel, der für den SC Einsiedeln antrat und von Werner Küttel trainiert wurde, gab sein internationales Debüt am 12. Januar 1997 im Rahmen des Skisprung-Weltcups in Engelberg. Nachdem er aber als 48. nicht hatte überzeugen können, verpasste er als Siebenter im Einzel und im Mannschaftsspringen auch eine vordere Platzierung bei der Nordischen Junioren-Skiweltmeisterschaft 1997 in Canmore, die ihm einen festen Platz im Nationalkader eingebracht hätte. Im Anschluss dauerte es drei Jahre bis zu seinem erneuten Einsatz beim Weltcup in Engelberg. Auch diesmal verpasste er als 39. die Punkteränge. Auch in Sapporo und Hakuba verpasste er in allen Einzelspringen eine gute Platzierung, konnte aber mit der Mannschaft beim Teamspringen auf Rang fünf springen. Zuvor war er erfolglos auch bei der Nordischen Junioren-Skiweltmeisterschaft 1998 in St. Moritz und bei der Nordischen Junioren-Skiweltmeisterschaft 1999 in Saalfelden an, wo er nur 57. und 51. wurde.
Ein weiteres Jahr später nahm er als Teammitglied beim Weltcup in Willingen teil und wurde mit der Mannschaft am Ende Neunter. Wenige Wochen später startete Vogel bei der Nordischen Skiweltmeisterschaft 2001 in Lahti. Dabei erreichte er Rang 42 auf der Normalschanze. Im Teamspringen auf der Normalschanze wurde er wie bereits zuvor auf der Grossschanze mit der Mannschaft Neunter.
Zur Saison 2001/02 erhielt er erneut keinen festen Weltcup-Startplatz. Er startete wie bereits die beiden Jahre zuvor im Skisprung-Continental-Cup. Es dauerte bis Januar 2002, bis er erstmals in Lauscha wieder in die Punkteränge sprang. Nachdem er auch in Iron Mountain bei beiden Springen Punkte gewonnen hatte, beendete er die Saison mit 26 Punkten auf Rang 187 der Gesamtwertung.
Zu Beginn der Saison 2002/03 erhielt er in Engelberg noch einmal einen Startplatz für das Weltcup-Springen auf der Grossschanze. Dabei landete er auf dem 50. Platz und damit erneut ausserhalb der Punkteränge. Daraufhin verblieb er auch weiter im Continental Cup. Im Februar 2002 startete er in Willingen nochmals im Weltcup, blieb aber als 46. und 43. erneut glücklos. Es waren seine letzten beiden Starts im Weltcup. Im Continental Cup beendete er die Saison 2002/03 auf dem 102. Platz der Gesamtwertung, womit er sich im Vergleich zum Vorjahr etwas verbessern konnte.
In der Saison 2003/04 erreichte Vogel mit Rang 18 zu Saisonbeginn in St. Moritz und Iron Mountain seine besten Platzierungen und am Ende der für ihn durchwachsen verlaufenden Saison Rang 83 der Gesamtwertung. Bei den Schweizer Meisterschaften im Skispringen 2004 in Hinterzarten wurde er Zehnter der Einzelwertung.
In die Saison 2004/05 startete Vogel vielversprechend mit einem 30. Platz und damit einem Punktegewinn in St. Moritz. Jedoch musste er beim zweiten Springen in Engelberg als 62. erneut einen Dämpfer verarbeiten. Im Januar 2005 gelangen ihm schliesslich mehrere Punktegewinne in Seefeld in Tirol, Planica und Lauscha. Bei den Schweizer Meisterschaften im Skispringen 2005 im Juli 2005 in Kandersteg erreichte er Rang 16 im Einzelspringen.
Nach einem erfolglosen Sommer 2005 und einem Fehlstart in die Saison 2005/06 beendete er seine internationale Karriere. Seinen endgültigen Abschied vom Skispringen feierte er im Juli 2006 zusammen mit Marco Steinauer, Michael Möllinger und Andreas Küttel mit dem Mannschaftsgold bei den Schweizer Meisterschaften im Skispringen 2006#Team in seinem Wohnort Einsiedeln.

## Erfolge

### Continental-Cup-Platzierungen
| Saison  | Platz | Punkte |
| ------- | ----- | ------ |
| 1999/00 | 065.  | 185    |
| 2000/01 | 138.  | 050    |
| 2001/02 | 186.  | 026    |
| 2002/03 | 132.  | 054    |
| 2003/04 | 108.  | 042    |
| 2004/05 | 153.  | 015    |